# Cerro El Congreso
El Cerro el Congreso es un accidente geográfico que forma parte de la Sierra de Aconchi, situada en el oeste del municipio homónimo a la sierra, en el centro del estado de Sonora, México, en la zona de la Sierra Madre Occidental.
Tiene un altura de 1,652 metros sobre el nivel del mar (m s. n. m.). Se encuentra a 12 km al oeste del pueblo de Aconchi, a 12 km al suroeste de las Aguas termales Agua Caliente; otras montañas cercanas son Cerro Navarro, Cerro el Joma y Cerro los Júcaros.